# Krystyna Dmochowska
Krystyna Dmochowska (ur. 26 maja 1956 we Wrocławiu, zm. 15 maja 2011 w Jeleniej Górze) – polska aktorka teatralna, telewizyjna i filmowa.

## Wczesne lata
Urodziła się i wychowała we Wrocławiu. Uczęszczała do wrocławskiego Liceum Sztuk Plastycznych. Po maturze zdawała egzaminy wstępne do PWSFTviT w Łodzi, gdzie z kilkuset zdających przeszła do ostatniego etapu, ale nie została przyjęta. W 1981 ukończyła studia na Wydziale Lalkarskim we Wrocławiu Państwowej Wyższej Szkoły Teatralnej im. Ludwika Solskiego w Krakowie.

## Kariera teatralna
Zaraz po skończeniu studiów, w sezonie 1981/1982 otrzymała angaż w Teatrze im. Cypriana Kamila Norwida w Jeleniej Górze, z którym związała się na stałe. Debiutowała w roli Emmy w sztuce Ödöna von Horvátha Opowieści Lasku Wiedeńskiego (1981) w reżyserii Włodzimierza Nurkowskiego. Potem można ją było zobaczyć na scenie w spektaklu muzycznym Kolęda-Nocka (1982) w reż. ówczesnej dyrektorki jeleniogórskiego teatru Aliny Obidniak z muzyką Wojciecha Trzcińskiego i librettem Ernesta Brylla. W sztuce Oscara Wilde’a Brat marnotrawny (1983) w reż. Ireny Dudzińskiej zagrała guwernantkę Miss Prism. Następnie stworzyła postać Ofelii w dramacie Witolda Gombrowicza Ślub (1984) w adaptacji Krystiana Lupy. Była Kamilką w inscenizacji Władysława Krzemińskiego Romans z wodewilu (1984) w reż. Stefanii Domańskiej, guwernantką w komedii pomyłek Macieja Wojtyszki Skarby i upiory, czyli hrabia opętany (1985) w reż. Andrzeja Guca, Madzią Justyńską (z domu Owidowicz), starszą córką profesora języków starożytnych w przedstawieniu Franza i Paula von Schonthan w przekładzie Juliana Tuwima Porwanie Sabinek (1987) w reż. Bogusława Kozaka, sąsiadką w biograficznej inscenizacji Josifa Brodskiego Brodski (1988) w reż. Bogdana Rudnickiego, archaniołem w widowisku Ignacego Krasickiego Monachomachia, czyli Wojna mnichów (1990) w reż. wtedy szefa teatru Jerzego Zonia i Cyganką w przedstawieniu Jana Potockiego Cyganie z Andaluzji (1993) w reż. Henryka Adamka.
Wystąpiła we współczesnej sztuce Hugo Clausa Ciuciubabka albo ślepiec (1991) w reż. Marca Bobera, spektaklu muzycznym Jeremiego Przybory Nie bójmy się uczuć (1992) w reż. Zdzisława Sobocińskiego, przedstawieniu Historia żywota św. Marcina (1993) w reż. Jana Skotnickiego, tragedii antycznej Sofoklesa Antygona (1995) w reż. Andrzeja Bubienia, komedii dell’arte Moliera Szelmostwa Skapena (2000) w reż. Aldony Figury i sztuce Václava Havla Opera żebracza (2000) w reż. Andreja Kroba. W komedii Jana Drdy Igraszki z diabłem (1993) w reż. ówczesnego dyrektora teatru Zygmunta Bielawskiego wcieliła się w postać rezolutnej i zuchwałej Kasi. We współczesnej komedii obyczajowej Johnnie’go Mortimera i Briana Cooke’a Komedia sytuacyjna (2002) w reż. Sylwestra Chęcińskiego pojawiła się jako największa w okolicy plotkarka panna Trotter.
Była również obsadzana w przedstawieniach opartych na dziełach literatury rosyjskiej takich jak Ostatni (1987) Maksima Gorkiego w reż. Aliny Obidniak jako Nadieżda. Grywała groteskowe kreacje w satyrycznych inscenizacjach Nikołaja Gogola w reż. Wiesława Hołdysa – jako Nos i bandyta w Opowieściach petersburskich(1989), jak i w podwójnej roli Koroboczki i Widma w Martwych duszach (1990). Do galerii takich właśnie postaci z dzieł Gogola, które przesuwają się przez scenę w odbiciu krzywego zwierciadła należy Poszlopkina, żona ślusarza w Rewizorze (1995) w reż. Jurija Krasowskiego i służąca Ariny Pantelejmonownej, czyli Duniasza. Za kreację zacnej kupieckiej córki Agafii Tichonownej, szukającej męża o odpowiednim statusie społecznym w komedii z kanonu literatury światowej Ożenek (1997, 2002) Gogola w reż. Siergieja Fiedotowa oraz rola Dafnidy w inscenizacji Jana Andrzeja Morsztyna Komedia pasterska (1997) w reż. Adama Hanuszkiewicza przyniosła aktorce w 1998 nagrodę Stalowego Wytrycha w plebiscycie popularności organizowanym przez redakcję „Nowin Jeleniogórskich”. Ponadto wystąpiła w przedstawieniu Fiodora Dostojewskiego Bracia Karamazow (1999) w reż. Wiktora Terelii oraz sztuce Aleksandra Żelezcowa Dialogi o zwierzętach (2004) w reż. Krzysztofa Rekowskiego. Inne role Dmochowskiej zaczerpnięte z literatury Antona Czechowa były to opiekunka w Czajce (2004) w reż. Mai Kleczewskiej oraz Anfisa w Trzech siostrach (2009) w reż. Krzysztofa Minkowskiego.
Wystąpiła w wielu komediach Aleksandra hr. Fredry, w tym Zemsta (1984) w reż. Stefanii Domańskiej jako Rózia, służąca Klary, Śluby panieńskie (1995) w reż. Zygmunta Bielawskiego jako pani Dobrójska, matka Anieli i ciotka Klary, Gwałtu, co się dzieje! (1997) w reż. Andrzeja Bubienia jako Urszula, burmistrz Osieku i Dożywocie (2005) w reż. Andrzeja Sadowskiego jako służąca. Grywała też w sztukach szekspirowskich takich jak Poskromienie złośnicy (1994) w reż. Jurija Krasowskiego jako karczmarka, Miarka za miarkę (1996) w reż. Krzysztofa Pankiewicza jako mniszka Francisca i Romeo i Julia (2006) w reż. Krzysztofa Rekowskiego jako Marta, opiekunka i powiernica Julii. Wcieliła się w tytułową bohaterkę Anielę Dulską w spektaklu Dulska! (1999) według Moralności pani Dulskiej Gabrieli Zapolskiej w reż. Adama Hanuszkiewicza. Była Kucharcią w sztuce Witkacego Glątwa nowa czyli w sidłach nudy (1994) w reż. Andrzeja Bubienia, tłustą kobietą w dramacie Tadeusza Różewicza Kartoteka (2002) w reż. Piotra Łazarkiewicza, Sowietnikową w dramacie Adama Mickiewicza Dziady (1998) w reż. Grzegorza Mrówczyńskiego i dozorczynią w dramacie romantycznym Juliusza Słowackiego Kordian (2001) w reż. Adama Hanuszkiewicza. W spektaklu Ariano Suassuny Historia o miłosiernej czyli testament psa (2001) w reż. Tomasza Koniny pojawiła się jako Miłosierna. W przedstawieniu Tadeusza Słobodzianka Sen pluskwy (2003) w reż. Krzysztofa Kopki zagrała postać Ninon Preobrażeńskiej. We współczesnej sztuce Petera Barnesa Czerwone nosy (2005) w reż. Małgorzaty Bogajewskiej wystąpiła w roli właścicielki domu publicznego Mamuśki Metz.
Sympatię wśród najmłodszej publiczności zyskała dzięki występom w licznych widowiskach dla dzieci. W bajce Janusza 
Odrowąża Wiśniewskiego O ślicznych kwiatkach i strasznym potworze (1986) w reż. Henryka Komorowskiego pojawiła się jako piwonia. W sztuce Andrzeja Maleszki Wielkoludy (1986) w reż. Aliny Obidniak odtwarzała postać olbrzyma o imieniu Berta. Była kucharką i Pustogłowym w inscenizacji Carla Gozziego Miłość do trzech pomarańczy (1989) w reż. Andrzeja Jamróza. Wystąpiła w czterech musicalach Macieja Staropolskiego w reż. Jacka Medweckiego: na podstawie baśni Hansa Christiana Andersena Calineczka (1993) i Królowa Śniegu (1996), bajce Straszny smok (1994) oraz Alicja w Krainie Czarów (1995) wg powieści autorstwa Lewisa Carrolla jako okrutna Królowa. Trafiła też do obsady dwóch musicali w reż. Cezarego Domagały – scenicznej adaptacji książki Antoine’a de Saint-Exupéry’ego Mały Książę (1996) w roli lisa i Królu Maciusiu Pierwszym (1997) na motywach powieści Janusza Korczaka jako poddana Króla. Była drzewem i wodzem w inscenizacji Przyjaciel wesołego diabła (1998) wg lektury Kornela Makuszyńskiego w reż. Grzegorza Mrówczyńskiego. W musicalu Przygody Tomka Sawyera (2001) na podstawie powieści Marka Twaina w reż. Jana Szurmieja odtwarzała rolę cioci Polly.

## Role ekranowe
Krystyna Dmochowska stała się rozpoznawalna dzięki roli charakterystycznej Heleny Łazankowej, mieszkanki Wadlewa, ekspedientki w sklepie dzierżawionym przez Natalię Strońską  (Emilia Krakowska) w serialu Polsat Pierwsza miłość (2004–2011). Wystąpiła gościnnie w kilku odcinkach sitcomu Świat według Kiepskich (2005–2011) i serialu Warto kochać (2005–2006) oraz obsypanym nagrodami komediodramacie kinowym Andrzeja Jakimowskiego Sztuczki (2007), filmie Jana Jakuba Kolskiego Afonia i pszczoły (2009) i komedii Magdaleny Łazarkiewicz Maraton tańca (2010).

## Filmografia
Filmy
| Rok  | Tytuł             | Rola                                                                  | Reżyser                |
| ---- | ----------------- | --------------------------------------------------------------------- | ---------------------- |
| 2007 | Sztuczki          | ekspedientka królowa                                                  | Andrzej Jakimowski     |
| 2009 | Afonia i pszczoły |                                                                       | Jan Jakub Kolski       |
| 2010 | Made in Poland    | barmanka Helenka                                                      | Przemysław Wojcieszek  |
| 2010 | Maraton tańca     | Pani Janina Kowalewska, szefowa chóru „Malwy z Dąbia”, członkini jury | Magdalena Łazarkiewicz |

Seriale TV
| Rok       | Tytuł                  | Rola                                           | Uwagi                                                                     |
| --------- | ---------------------- | ---------------------------------------------- | ------------------------------------------------------------------------- |
| 2004      | Fala zbrodni           | Matka Irka Stolarka (nie występuje w napisach) | odc. 22 – „Zbieracze śmierci”                                             |
| 2004–2011 | Pierwsza miłość        | Helena Łazankowa                               |                                                                           |
| 2005      | Świat według Kiepskich | ciotka Lutka                                   | odc. 226 – „Stypa”                                                        |
| 2005−2006 | Warto kochać           |                                                |                                                                           |
| 2007      | Świat według Kiepskich | Malinowska z jarzyniaka                        | odc. 251 – „Skok”                                                         |
| 2007      | Świat według Kiepskich | pani komentująca występy Paździocha-wezyra     | odc. 275 – „Wezyr”                                                        |
| 2010      | Świat według Kiepskich | kobieta w budce telefonicznej w zaświatach     | odc. 326 – „Tamten świat”                                                 |
| 2010      | Świat według Kiepskich | odc. 336 – „Ósme dziecko stróża”               |                                                                           |
| 2010      | Świat według Kiepskich | policjantka                                    | odc. 340 – „Jesień średniowiecza”                                         |
| 2010      | Świat według Kiepskich | Lucyna, koleżanka Haliny z pracy               | odc. 343 – „Sobowtór”                                                     |
| 2010      | Świat według Kiepskich | baba w opowieści Paździocha                    | odc. 345 – „Wampiry są wśród nas”                                         |
| 2011      | Świat według Kiepskich | Indianka w filmie                              | odc. 353 – „Tryptyk dolnośląski cz. I - Ostatni Wódz Plemiona Szoszonów”  |
| 2011      | Świat według Kiepskich | Ali Baba                                       | odc. 355 – „Tryptyk dolnośląski cz III - Moje Wielkie Wrocławskie Wesele” |
| 2011      | Świat według Kiepskich | sprzedawczyni Danuta Kupała                    | odc. 358 – „Zwierzę medialne”                                             |
| 2011      | Świat według Kiepskich | Rogalakowa                                     | odc. 360 – „Jajko pokoju”                                                 |
| 2011      | Świat według Kiepskich | strażniczka miejska                            | odc. 361 – „Salto” odc. 366 – „Czułe słówka”                              |
| 2011      | Świat według Kiepskich | sędzia Maria Karwasz Barabasz                  | odc. 363 – „Uczeń czarnoksiężnika”                                        |
| 2011      | Świat według Kiepskich | kobieta w parku                                | odc. 365 – „Sprawa dla redaktora”                                         |
| 2011      | Świat według Kiepskich | strażniczka miejska                            | odc. 366 – „Czułe słówka”                                                 |
| 2011      | Głęboka woda           | natrętna klientka                              | odc. 1 – „Wielka woda”                                                    |

## Nagrody
| Rok  | Nagroda                         | Kategoria                                                                               | Spektakl                               |
| ---- | ------------------------------- | --------------------------------------------------------------------------------------- | -------------------------------------- |
| 1990 | Brązowa Iglica miasta Wrocławia | –                                                                                       | –                                      |
| 1998 | Stalowy Wytrych                 | Nagroda w plebiscycie popularności organizowanym przez redakcję „Nowin Jeleniogórskich” | Ożenek (1997) Komedia pasterska (1997) |